# Otton III de Schweinfurt
Pour les articles homonymes, voir Schweinfurt (homonymie).
Otton III (vers 1000 - 28 septembre 1057), appelé le Blanc et aussi connu en tant qu'Otton de Schweinfurt, duc de Souabe en 1048-1057, comte d'Altmühl en 1014, margrave du Nordgau en 1024-1031, comte de Naab en 1034.

## Biographie
Il est le fils d'Henri de Schweinfurt, margrave du Nordgau et de Gerberge de Henneberg.
Il est l'un des plus puissants princes de la Franconie orientale par hérédité et possède des territoires étendus dans le Radenzgau et Schweinfurt. En 1014, il apparait d'abord en tant que comte de la Basse-Altmühl (ou Kelshau) et, en 1024, il hérite de son père. En 1034, il devint comte du Bas-Naab puis du Haut-Naab en 1040. Jusqu'à ce qu'il soit désigné duc de Souabe, il entreprenait de nombreuses expéditions impériales en Bohême, Hongrie et Pologne.
À Ulm en janvier 1048, l'empereur Henri III le désigne duc de Souabe après un bref laps de temps suivant la mort d'Otton II. Loyal à Henri, il fut fiancé le 18 mai 1035 à Mathilde/Matylda, (après 1017 - après 1035), fille de Boleslas Ier et d'Oda de Misnie, mais il se désista en faveur d'un mariage vers 1036 avec Ermengarde dite de Suse, (vers 1022 - 19 janvier/29 avril 1078), fille de Manfred Olderic et de Berthe de Toscane, afin de combler les plans d'Henri en Italie. Son règne coïncida avec une période de paix et il mourut après neuf ans de gouvernance. Il fut enterré à Schweinfurt.
Rodolphe de Rheinfelden lui succède comme duc de Souabe

## Famille
À la suite du mariage avec Ermengarde dite de Suse, il eut :
- Berthe, (? - 11 janvier 1103), marié d'abord à Hermann II, comte de Kastl, et ensuite à Frédéric, comte de Kastl ;
- Gisela, (? - avant 1096), hérite de Kulmbach et Plassenbourg, mariée à Berthold III, comte d'Andechs ;
- Judith, (? - 1104), marié d'abord à Conrad de Bonnegau, (? - 1055), duc de Bavière et seigneur de Zutphen, puis à Botho, comte de Pottenstein ;
- Eilika, abbesse de Niedermünster ;
- Béatrice (1040 - Wadderoth le 17 juin 1102), héritière des Schweinfurt, mariée à Henry II, comte de Hildrizhausen et margrave du Nordgau.